# Teen Choice Awards 2004
Teen Choice Awards 2004 byly udělovány dne 8. srpna 2004 v Universal Amphitheater v Los Angeles.

## Ceny
Vítězi jsou označeni tučně a jsou uvedeni první v pořadí

### Film
| Herec: drama/akční film | Herečka: drama/akční film |
| --- | --- |
| - Brad Pitt, Troja - Mekhi Phifer, Honey - Orlando Bloom, Troja, Pán prstenů: Návrat krále - Elijah Wood, Pán prstenů: Návrat krále - Hugh Jackman, Van Helsing - Arnold Schwarzenegger, Terminátor 3: Vzpoura strojů - Dwayne Johnson, Kráčející skála - Keanu Reeves, Matrix Revolutions | - Halle Berryová, Gothika - Mandy Moore, Hon za svobodou - Jessica Alba, Honey - Uma Thurman, Kill Bill 2 - Liv Tyler, Pán prstenů: Návrat krále - Carrie-Anne Moss, Matrix Revolutions - Julia Stiles, Princ a já, Úsměv Mony Lisy - Kate Beckinsale, Van Helsing, Underworld |
| Herec: Komedie | Herečka: Komedie |
| - Adam Sandler, 50× a stále poprvé - Mark Ruffalo, Přes noc třicítkou - Seann William Scott, Prci, prci, prcičky 3: Svatba - Will Ferrell, Vánoční skřítek - Jack Black, Škola ro(c)ku - Ben Stiller, Starsky & Hutch - Owen Wilson, Starsky & Hutch - Topher Grace, Rande s celebritou | - Lindsay Lohan, Protivný sprostý holky - Jennifer Garnerová, Přes noc třicítkou - Drew Barrymoreová, 50× a stále poprvé - Alyson Hanniganová, Prci, prci, prcičky 3: Svatba - Queen Latifah, Holičství 2 - Rachel McAdams, Protivný sprostý holky - Kate Hudson, Život s Helenou - Kate Bosworth, Rande s celebritou |
| Thriller | Komik |
| - 'Texaský masakr motorovou pilou' - Osudový dotek - Úsvit mrtvých - Freddy vs. Jason - Gothika - Tajemné okno - Underworld - Van Helsing | - Adam Sandler - Tina Fey - Jack Black - Jim Carrey - Dave Chappelle - Jimmy Fallon - Will Ferrell - Chris Rock |
| Průlomová hvězda: muž | Průlomová hvězda: žena |
| - Chad Michael Murray, Moderní Popelka - Matthew Goode, Hon za svobodou - Tom Welling, Dvanáct do tuctu - Romeo Miller, Honey - Jonathan Bennett, Protivný sprostý holky - Garrett Hedlund, Troja - Josh Duhamel, Rande s celebritou - Omarion Grandberry, Nakládačka | - Lindsay Lohan, Protivný sprostý holky, Mezi námi děvčaty, Zpověď královny střední školy - Eva Mendes, Rychle a zběsile 2, Bratři jak se patří, Presumpce viny, Tenkrát v Mexiku - Jessica Alba, Honey - Christina Milian, Láska nic nestojí - Rachel McAdams, Protivný sprostý holky, Zápisník jedné lásky - Scarlett Johansson, Perfektní skóre - Keira Knightley, Piráti z Karibiku: Prokletí Černé perly, Král Artuš - Keisha Castle-Hughes, Pán velryb |
| Nejlepší filmové zčervenání | Nejlepší filmové rande |
| - Lindsay Lohan, Protivný sprostý holky - Jennifer Garnerová, Přes noc třicítkou - Ben Stiller, Riskni to s Polly - Seann William Scott, Prci, prci, prcičky 3: Svatba - Hilary Duff, Dvanáct do tuctu - Rachel McAdams, Protivný sprostý holky - Mary-Kate a Ashley Olsenovy, Jeden den v New Yorku - Kate Bosworth, Rande s celebritou | - 50× a stále poprvé - Přes noc třicítkou - Riskni to s Polly - Hon za svobodou - Honey - Láska nic nestojí - Rande s celebritou - Nakládačka |
| Soubojová/akční sekvence | Drama/akční film |
| - Orlando Bloom a Johnny Depp, Piráti z Karibiku: Prokletí Černé perly - Kill Bill 2 - Poslední samuraj - Pán prstenů: Návrat krále - Matrix Revolutions - Protivný sprostý holky - Troja - Van Helsing | - Harry Potter a vězeň z Azkabanu - Den poté - Hellboy - Kill Bill 2 - Pán prstenů: Návrat krále - Matrix Revolutions - Troja - Van Helsing |
| Polibek | Komedie |
| - Keira Knightley a Orlando Bloom, Piráti z Karibiku: Prokletí Černé perly - Jennifer Garnerová a Mark Ruffalo, Přes noc třicítkou - Drew Barrymoreová a Adam Sandler, 50× a stále poprvé - Jason Biggs a Alyson Hanniganová, Prci, prci, prcičky 3: Svatba - Piper Perabo a Ashton Kutcher, Dvanáct do tuctu - Jessica Alba a Mekhi Phifer, Honey - Christina Milian a Nick Cannon, Láska nic nestojí - Kate Bosworth a Topher Grace, Rande s celebritou | - Shrek 2 - Přes noc třicítkou - 50× a stále poprvé - Prci, prci, prcičky 3: Svatba - Vánoční skřítek - Mezi námi děvčaty - Protivný sprostý holky - Škola ro(c)ku |
| Lhář | Film léta |
| - Johnny Depp, Piráti z Karibiku: Prokletí Černé perly - Matthew Goode, Hon za svobodou - Glum, Pán prstenů: Návrat krále - Nick Cannon, Láska nic nestojí - Lindsay Lohan, Protivný sprostý holky - Eugene Levy, Jeden den v New Yorku - Jack Black, Škola ro(c)ku - Josh Duhamel, Rande s celebritou | - Spider-Man 2 - Zprávař: Příběh Rona Burgundyho - Moderní Popelka - Vybíjená - Harry Potter a vězeň z Azkabanu - Já, robot - Král Artuš - Zápisník jedné lásky - Někdo to rád blond - Shrek 2 |
| Film, který nechcete, aby viděli vaše rodiče | Výbuch vzteku |
| - Prci, prci, prcičky 3: Svatba - Úsvit mrtvých - Eurotrip - Freddy vs. Jason - Sexbomba od vedle - Kill Bill 2 - Scary Movie 3 - Texaský masakr motorovou pilou | - Lindsay Lohan, Mezi námi děvčaty - Jennifer Garnerová, Přes noc třicítkou - Ben Stiller, Riskni to s Polly - Jason Biggs, Prci, prci, prcičky 3: Svatba - Ashton Kutcher, Dvanáct do tuctu - Mandy Moore, Černá ovce - Topher Grace, Rande s celebritou |
| Chemie | Slizák |
| - Keira Knightley a Orlando Bloom, Piráti z Karibiku: Prokletí Černé perly - Jennifer Garnerová a Mark Ruffalo, Přes noc třicítkou - Drew Barrymoreová a Adam Sandler, 50× a stále poprvé - Jessica Alba a Mekhi Phifer, Honey - Christina Milian a Nick Cannon, Láska nic nestojí - Lindsay Lohan a Jonathan Bennett, Protivný sprostý holky - Ben Stiller a Owen Wilson, Starsky & Hutch - Hugh Jackman a Kate Beckinsale, Van Helsing                  | - Seann William Scott, Prci, prci, prcičky 3: Svatba - Judy Greer, Přes noc třicítkou - Billy Bob Thornton, Santa je úchyl - Glum, Pán prstenů: Návrat krále - Rachel McAdams, Protivný sprostý holky - Kirsten Dunst, Úsměv Mony Lisy - Mandy Moore, Černá ovce - Sarah Silvermanová, Škola ro(c)ku |

### Televize
| Herec: drama/akční | Herečka: drama/akční |
| --- | --- |
| - Adam Brody, O.C. - David Gallagher, Sedmé nebe - Gregory Smith, Everwood - Tom Welling, Smallville - Mekhi Phifer, Pohotovost - Josh Duhamel, Las Vegas: Kasino - Ben McKenzie, O.C. - Chad Michael Murray, One Tree Hill                                                                    | - Jennifer Garnerová, Alias - Brittany Snow, American Dreams - Emily VanCamp, Everwood - Kristin Kreuk, Smallville' - Hilarie Burton, One Tree Hill - Amber Tamblyn, Joan z Arkádie - Rachel Bilson, O.C. - Mischa Barton, O.C.                                                            |
| Herec: komedie | Herečka: komedie |
| - Ashton Kutcher, Zlatá sedmdesátá - Bernie Mac, The Bernie Mac Show - Frankie Muniz, Malcolm v nesnázích - Zach Braff, Scrubs: Doktůrci - Topher Grace, Zlatá sedmdesátá - Matt LeBlanc, Přátelé - Matthew Perry, Přátelé - Anthony Anderson, All About the Andersons                         | - Jennifer Aniston, Přátelé - Kaley Cuoco, 8 Simple Rules... for Dating My Teenage Daughter - Mila Kunis, Zlatá sedmdesátá - Amanda Bynes, Co mám na tobě ráda - Eve, Eve - Alexis Bledel, Gilmorova děvčata - Jennifer Freeman, My Wife and Kids - Raven-Symoné, That's So Raven          |
| Komedie | Televizní osobnost |
| - Přátelé - That's So Raven - Zlatá sedmdesátá - Scrubs: Doktůrci - Simpsonovi - The Bernie Mac Show - Gilmorova děvčata - Malcolm v nesnázích | - Ashton Kutcher - Simon Cowell - Ryan Seacrest - Donald Trump - Jessica Simpson - Xzibit - Paris Hilton - Sean Combs |
| Průlomová hvězda: muž | Průlomová hvězda: žena |
| - Chad Michael Murray, One Tree Hill - Tyler Hoechlin, Sedmé nebe - Kevin Hart, The Big House - Jason Ritter, Joan z Arkádie - Josh Duhamel, Las Vegas: Kasino - Adam Brody, O.C. - Ben McKenzie, O.C. - James Lafferty, One Tree Hill                                                         | - Mischa Barton, O.C. - Eve, Eve - Parminder Nagra, Pohotovost - Amber Tamblyn, Joan z Arkádie - Rachel Bilson, O.C. - Hilarie Burton, One Tree Hill - Bethany Joy Lenz, One Tree Hill - Eliza Dushku, Volání mrtvých                                                                      |
| Blbec v reality show | Televizní parťák |
| - Simon Cowell, American Idol - Camille McDonald, Amerika hledá topmodelku - Omarosa Manigault, The Apprentice - Trish Schneider, The Balcheor - Frankie Abernathy, The Real World. - Trishelle Cannatella, Showdown at the RW/RR Corral: A Guide to The Gauntlet - Jerri Manthey, Kdo přežije | - Sean Hayes, Will a Grace - James Badge Dale, 24 hodin - Vanessa Lengies, American Dreams - Chris Pratt, Everwood - Bethany Joy Lenz, One Tree Hill - Donald Faison, Scrubs: Doktůrci - Allison Mack, Smallville - Wilmer Valderrama, Zlatá sedmdesátá                                    |
| Hvězda reality show: muž | Hvězda reality show: žena |
| - Ashton Kutcher, Napálené celebrity - Simon Cowell, American Idol - Bill Rancic, The Apprentice - Donald Trump, The Apprentice - Ty Pennington, Vítejte doma, Trading Spaces - Nick Lachey, Newlyweds: Nick & Jessica - Xzibit, Vyšperkuj mi káru - Rupert Boneham, Kdo přežije               | - Jessica Simpson, Newlyweds: Nick & Jessica - Tyra Banks, Amerika hledá topmodelku - Yoanna House, Amerika hledá topmodelku - Paula Abdul, American Idol - Fantasia Barrino, American Idol - Meredith Phillips, The Bachelorette: - Paris Hilton, Zlatý holky - Amber Brkich, Kdo přežije |
| Průlomový pořad | Akční/dobrodružný pořad |
| - O.C. - The Apprentice - Joan z Arkádie - One Tree Hill - Chappelle's Show - Eve - Volání mrtvých - The Swan | - O.C. - Sedmé nebe - Alias - American Dreams - Everwood - Joan z Arkádie - Smallville - One Tree Hill |
| Reality show | Late night show |
| - Napálené celebrity - Amerika hledá topmodelku - American Idol - Kdo přežije - Zlatý holky - Faktor strachu - Vyšperkuj mi káru - Newlyweds: Nick & Jessica | - Saturday Night Live - Chappelle's Show - Jimmy Kimmel Live! - Last Call with Carson Daly - The Late Late Show with Craig Kilborn - Late Night with Conan O'Brien - Noční show Davida Lettermana - MADtv                                                                                  |

### Ostatní
| Ultimate Choice Award |
| --------------------- |
| - Mike Myers          |